# Antic Ateneu (l'Escala)
L'Antic Ateneu és una obra de l'Escala (Alt Empordà) inclosa a l'Inventari del Patrimoni Arquitectònic de Catalunya. Situat dins del nucli antic de la població de l'Escala, a la part est del terme, amb la façana orientada al carrer de la Torre.

## Descripció
Edifici entre mitgeres de planta rectangular, format per diverses crugies i distribuït en planta baixa i dos pisos, amb la coberta probablement plana. A la planta baixa presenta quatre grans portals rectangulars. Al centre, el portal d'accés principal està emmarcat amb carreus de pedra ben desbastats als brancals, i la llinda ampla i plana. Els tres restants es corresponen amb entrades de garatge, actualment. Dos d'ells també tenen els brancals bastits amb carreus de pedra regulars. Al pis hi ha un gran balcó corregut, al que hi tenen sortida tres finestrals rectangulars, amb els brancals i les llindes de pedra. A la part superior presenten tres arcs de descàrrega construïts amb maons. A la segona planta hi ha tres finestres rectangulars emmarcades amb pedra, amb els ampits sobresortits i motllurats. A la part superior presenten forats de ventilació de la coberta. La façana està rematada amb una cornisa motllurada.
La resta del parament es troba arrebossat i pintat de color marró.